# Fiat C
Fiat C — это тип платформы, который служит основой для легковых автомобилей, разработанных Fiat Group. Первое применение имело место в 1995 с Fiat Bravo и Brava, в то время как новое поколение использовалось с 2001 для Fiat Stilo и автомобилей, производных от последнего. В 2010 году Fiat Group Automobiles (через подразделение Alfa Romeo) создала совершенно новую платформу, которая заменила платформу 1995 года. Эта платформа, которая также унаследовала платформу от Alfa Romeo 147, дебютировала с моделью Alfa Romeo Giulietta и называлась Compact.

## История
«Платформа C» была разработана в начале девяностых для автомобилей среднего класса, производимых группой Fiat. Во многом заимствованная из предыдущей платформы Tipo 2, которая создала базовую шасси для многочисленных автомобилей, начиная с Fiat Tipo, проходя через Fiat Tempra, Lancia Dedra, Lancia Delta второй серии и Alfa Romeo 155, C-Platform позволяет устанавливать двигатель спереди в поперечном положении, тяга доступна на передние ведущие колеса.

### Первое поколение: C1

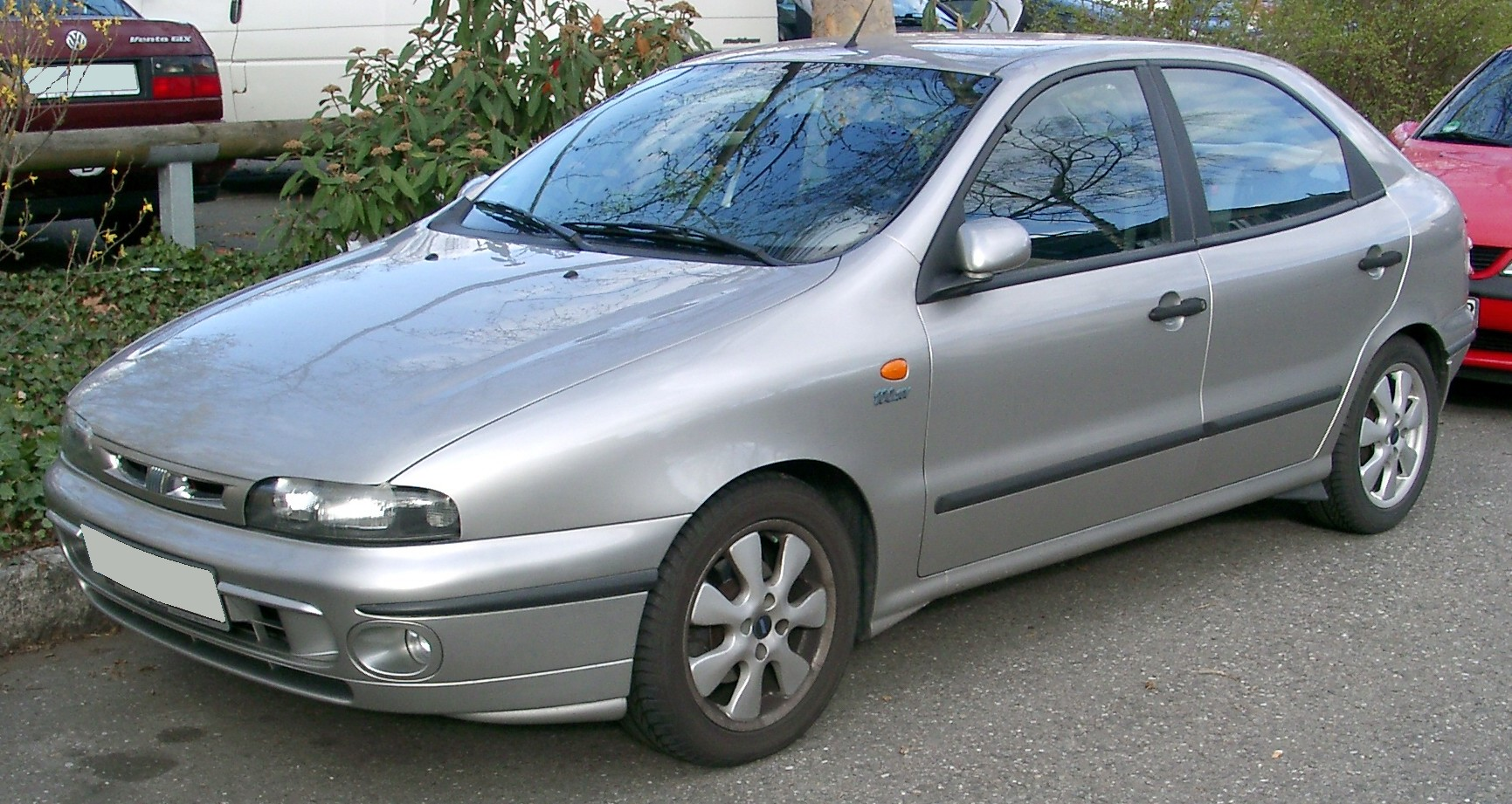
Fiat Brava использует платформу C1

Первая серия известна под названием C1, где 1 указывает на первое поколение этой платформы. Схема подвески настроена спереди с независимыми колесами, телескопической стойкой поперечного рычага (MacPherson), сзади с независимыми колесами, продольными рычагами, винтовой пружиной и стабилизатором поперечной устойчивости. Первое использование произошло в 1995 с автомобилями Bravo и Brava.
Было очень мало различий с предыдущей платформой «Type 2», из которой он взял центральный задний пол, а также передние стойки, переднюю и заднюю компоновку подвески, настолько, что она фактически считается близкой производной от первой и также известна как «Type 2 rev 2».
Полностью переработанная версия из листового металла была предложена в 1998 с дебютом Fiat Multipla под названием «C1 Sandwich», характеризующаяся расширенной структурой пола и больше похожей на коробчатую структуру. Она в значительной степени взяла (усиленную) подвеску Brava.
В случае лобового удара двигатель, вместо того, чтобы сместиться назад в салон и нанести серьезный ущерб передним пассажирам (3 в случае Multipla), располагается под передними сиденьями.
Основные установленные двигатели были 4-цилиндровыми, как бензиновыми, так и дизельными, с рабочим объемом от 1,2 малого FIRE до 1,9 JTD common rail, но на некоторых автомобилях, таких как Marea можно было комбинировать 6-ступенчатую ручную трансмиссию и 5-цилиндровые двигатели, как бензиновые, так и турбодизельные (2.0 20 клапанов и 2.4 JTD). В Бразилии, благодаря небольшой модификации передней части, также размещались двигатель 2.4 (всегда 5 цилиндров) и 2.0 Turbo с 20 клапанами.
Ходовая часть Lancia Lybra была пересмотрена как для более длинной колесной базы, так и для принятия другой задней подвески (типа BLG, «Guided Longitudinal Arms») и для некоторых усилений передней структуры (вмешательства также были приняты второй серией Marea в 1999 году) под названием Tipo 2 rev 3.
От нее также произошли с более серьезными модификациями шасси Alfa Romeo 156, 147 и GT, на которых, однако, были приняты более высокопроизводительные подвески (высокая четырехсторонняя передняя и «трехрычажная» задняя, вдохновленная подвесками Lancia Delta HF Integrale, похожими на MacPherson), а также для пересмотра передней структуры для улучшения поглощения ударов.
Использование:
- Fiat Bravo
- Fiat Brava
- Fiat Marea
- Fiat Marea Weekend
- Fiat Marengo
- Fiat Multipla (версия «C1 Sandwich»)
- Alfa Romeo 147
- Alfa Romeo 156
- Alfa Romeo GT
- Lancia Lybra

### Второе поколение: C2
Второе поколение («C2») дебютирует в «2001 году» с Fiat Stilo. Первые разработки совершенно новой платформы по сравнению с C1 начались по крайней мере на три года раньше, чтобы создать очень гибкую структуру, которая могла бы адаптироваться к многочисленным типам автомобилей, от компактных автомобилей среднего размера до универсалов и премиальных автомобилей среднего размера, таких как третья серия Lancia Delta выпущенная в 2008. Схема подвески использует стойки Макферсона спереди и торсионную балку сзади, чтобы обеспечить максимальную надежность и хороший комфорт в сочетании с большим багажником (торсионная балка является очень компактным решением) и более низкими производственными затратами по сравнению с более сложными конструкциями.

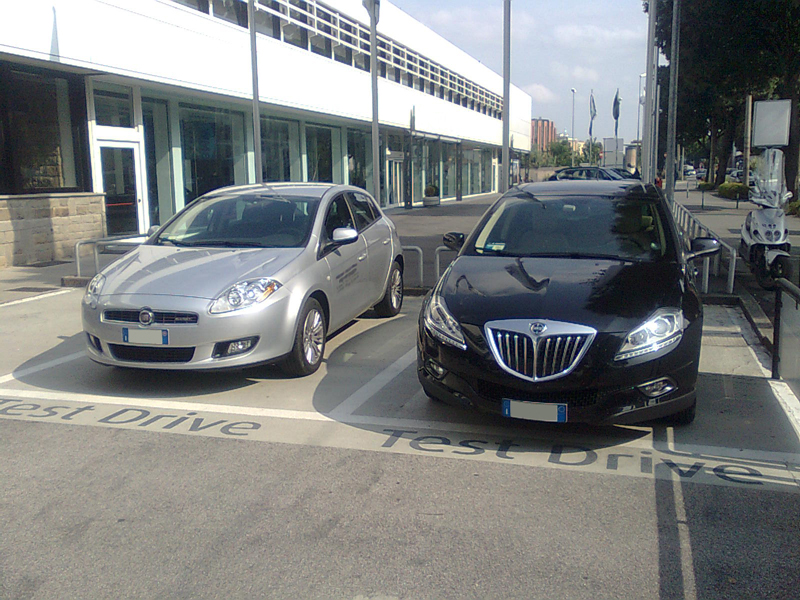
Lancia Delta и Fiat Bravo используют общую платформу C2

C2, помимо того, что она намного жестче, соответствовала стандартам, требуемым в краш-тестах Euro NCAP, получив от 4 до 5 звезд на последних автомобилях. Двигатель расположен поперечно, а тяга — спереди. Эта платформа сочетается с трансмиссиями типа ручная с 5 и 6 передачами и автоматическая типа роботизированная Dualogic или роботизированная Selespeed.
Двигатели, работающие в паре с этим шасси, в основном представляли собой двигатели 1.9 Multijet, за которыми следовали 1.4 FIRE и T-Jet, 1.6 и 1.8 16V, производимые FMA из Pratola Serra, 2.4 5-цилиндровый 20-клапанный и более поздний 1.8 T-Jet с непосредственным впрыском, а также дизели 1.6 и 2.0 Multijet. В 2008 году впервые стало возможным омологировать двухтурбодизельный двигатель 1.9 Twin Stage мощностью 190 лошадиных сил и максимальным крутящим моментом 400 Н·м без внесения дополнительных изменений в конструкцию, поскольку шасси легко выдерживает огромный крутящий момент Multijet. C2 собирался на заводе Fiat в Cassino.
Использование:
- Fiat Stilo
- Fiat Stilo Multiwagon
- Fiat Bravo (2007)
- Lancia Delta (2008)